# Liste der Naturdenkmale in Hütschenhausen
Die Liste der Naturdenkmale in Hütschenhausen nennt die im Gemeindegebiet von Hütschenhausen ausgewiesenen Naturdenkmale (Stand 2. April 2013).

## Naturdenkmale
| Nr.         | Bezeichnung         | Lage                                                                     | Beschreibung                                                                                   | Bild                                    |
| ----------- | ------------------- | ------------------------------------------------------------------------ | ---------------------------------------------------------------------------------------------- | --------------------------------------- |
| ND-7335-212 | Am Taubenweiher     | Hütschenhausen, nordwestlich des Ortes; Flur Am Taubenweiher Lage        | Gehölzbestand; flächenhaftes Naturdenkmal                                                      | Direkt Bild zu diesem Denkmal hochladen |
| ND-7335-213 | Lindenallee         | Hütschenhausen, nördlich des Elschbacherhofs an der L 358 Lage           | Tilia sp.                                                                                      | Direkt Bild zu diesem Denkmal hochladen |
| ND-7335-214 | Olenkorb            | Hütschenhausen, südlich des Ortes; Flur Olenkorb Lage                    | Moorfläche; flächenhaftes Naturdenkmal; Teilfläche des Naturschutzgebietes Scheidelberger Woog | Direkt Bild zu diesem Denkmal hochladen |
| ND-7335-215 | Schnepfendellhecken | Hütschenhausen, nordwestlich des Ortes; Flur Ober der Schnepfendell Lage | Vogelnisthecke; flächenhaftes Naturdenkmal                                                     | Fotos hochladen                         |
| ND-7335-216 | Schwarzer Rech      | Hütschenhausen, nordwestlich des Ortes; Flur Schwarzer Rech Lage         | Feldgehölz; flächenhaftes Naturdenkmal                                                         | Direkt Bild zu diesem Denkmal hochladen |
| ND-7335-217 | Lutherulme          | Katzenbach, Brunnenstraße Lage                                           | Ulmus sp.                                                                                      | Direkt Bild zu diesem Denkmal hochladen |